# Mahfoud Bennoune
Mahfoud Bennoune né le 9 avril 1936 à Sidi Maarouf et mort le 17 mai 2004 à Michigan était un anthropologue algérien, autodidacte, universitaire, défenseur des droits de l'homme et un ancien combattant de la guerre d'Algérie. Son héritage intellectuel couvre un éventail impressionnant de disciplines, notamment l'anthropologie sociale et culturelle, l'ethnographie, la sociologie, l'éducation, l'histoire, l'économie, l'écologie et la politique. Les travaux de Bennoune ont permis de mieux comprendre les périodes médiévale, coloniale et postcoloniale de l'Algérie, en mettant en lumière l'interaction entre la vie rurale et urbaine et l'évolution des structure sociales de la nation et les fondements socio-historiques de l'État Algérien et de la bourgeoisie locale. Au-delà de son intérêt pour l'Algérie, sa vie universitaire s'est déroulée sur plusieurs continents et ses travaux ont abordé des questions mondiales plus larges, notamment les défis auxquels sont confrontés les pays du tiers monde et les critiques du néolibéralisme américain. Il maîtrisait trois langues: le français, l'anglais et l'arabe.

## Biographie
Mahfoud Bennoune est né le 9 avril 1936 dans le village rural d'El-Akbia, situé dans la commune de Sidi Maarouf, à 72.4 km au sud-est de la wilaya de Jijel, dans la région de la Kabylie orientale. Élevé dans une famille paysanne modeste, ses premières expériences ont profondément influencé sa vision intellectuelle et politique. Pendant la guerre d'indépendance de l'Algérie (1954-1962), Bennoune a rejoint le Front de libération nationale (Algérie) (FLN), s'engageant activement dans la résistance armée contre le régime colonial français. Il était secrétaire du colonel Bentobbal chef de la Wilaya II et agent de liaison entre le PC de la Wilaya II et le CCE).
Capturé par les forces françaises, il a été prisonnier de guerre pendant cinq ans, une période marquée par des épreuves et des tortures. Pendant sa détention, Bennoune a appris à lire avec l'aide de ses compagnons d'infortune, mettant à profit cette période pour se perfectionner et s'enrichir intellectuellement. Bien qu'il ait rarement parlé de ce chapitre douloureux de sa vie, le traumatisme de la torture l'a hanté tout au long de sa vie, et il a plus tard établi des parallèles avec des rapports similaires de torture pendant la guerre d'Irak dans les années 2000.
Après l'indépendance de l'Algérie en 1962, Bennoune a joué un rôle dans la fondation du Parti de la révolution socialiste (PRS) avec Mohamed Boudiaf, reflétant son engagement en faveur d'un changement politique progressif dans l'Algérie post-coloniale. Cependant, il a rapidement quitté le pays pour poursuivre ses études. Il poursuit ses études à Paris et à Londres avant d'obtenir un doctorat en anthropologie à la Wayne State University de Détroit en 1976 malgré l'absence de diplôme d'études secondaires. Bennoune a passé plusieurs années à enseigner aux États-Unis, où il a affiné son expertise académique et contribué aux discussions mondiales sur les études postcoloniales et la justice sociale.

## Carrière académique
À la fin des années 1970, Bennoune a commencé à collaborer au Middle East Research and Information Project (MERIP), où ses recherches incisives sur le colonialisme et l'Algérie postcoloniale ont attiré l'attention. Choisi comme l'un des premiers rédacteurs du magazine en 1977, poste qu'il a occupé pendant 15 ans, Bennoune a utilisé cette plateforme pour approfondir l'histoire de l'Algérie, les effets du colonialisme français et la vie des travailleurs maghrébins en Europe. Ses écrits offrent une perspective critique sur la façon dont les politiques coloniales ont perturbé les structures sociales et les pratiques culturelles traditionnelles de l'Algérie, tout en soulignant les défis de la migration et de l'intégration auxquels sont confrontées les communautés nord-africaines en France.
Au début des années 1980, Bennoune retourne en Algérie pour occuper un poste de professeur à l'université d'Alger. Malgré des risques personnels importants - il a été spécifiquement ciblé par des groupes islamistes armés pour avoir critiqué ouvertement leur programme - il a choisi de rester en Algérie, demeurant profondément engagé dans le développement intellectuel et académique de son pays. Son dévouement inébranlable à l'éducation, à la liberté intellectuelle, la laïcité, l’égalité pour les femmes même face à des menaces constantes, a défini sa carrière et son héritage.
Au-delà de l'Algérie, Bennoune s'est engagé dans des débats mondiaux sur les défis auxquels sont confrontés les pays du tiers-monde, critiquant l'impact des politiques néolibérales occidentales sur les pays en développement. Il a souligné comment ces politiques, en particulier dans les années 1980, ont exacerbé les inégalités sociales et sapé la stabilité politique en Algérie et dans d'autres pays similaires. La critique acerbe de Bennoune à l'égard du néolibéralisme américain de Roosevelt à Reagan, qui, selon lui, renforce la domination des multinationales au détriment des populations locales.
Chadli Bendjedid, président de l'Algérie de 1979 à 1992, a supervisé une période de réformes économiques et politiques destinées à moderniser le pays, notamment dans le cadre d'un programme d'ajustement structurel. Ces réformes ont permis certaines libéralités, mais elles ont également provoqué des tensions internes, suscité des critiques et conduit à une instabilité.
Mahfoud Bennoune, a exprimé des critiques concernant la gestion de cette transition sous la présidence de Chadli dans ses écrits, surtout son ouvrage majeur: The Building of Contemporary Algeria: 1830, 1987. Il a notamment dénoncé l'absence de préparation politique dans l’introduction des réformes, estimant que le système de gouvernance n’avait pas su gérer efficacement les tensions sociales et politiques croissantes. Selon Bennoune, les réformes étaient mal mises en œuvre, ce qui a alimenté un mécontentement populaire, et l’ouverture démocratique initiée par Chadli était trop superficielle pour répondre aux aspirations profondes du peuple algérien.
Bennoune a également pointé la responsabilité du "Chadlisme" dans la crise des années 1990, notamment après l’annulation des élections législatives de 1991, qui avaient vu le Front islamique du salut (FIS) sur le point de remporter la victoire. Il considère que cette décision fut une erreur fatale qui a précipité l’Algérie dans la crise économique, la violence et la guerre civile, exacerbant la situation politique déjà fragile.

## Activisme et engagement politique
Pendant la guerre civile algérienne des années 1990, Mahfoud Bennoune a été un critique virulent de l'extrémisme islamiste et de l'autoritarisme de l'État. La guerre civile a éclaté après que le gouvernement algérien a annulé les élections de 1992, que le parti islamiste, le Front islamique du salut (FIS), était en passe de remporter, plongeant le pays dans une décennie de violence. La position intellectuelle de Bennoune l'a placé en opposition à la fois aux groupes islamistes armés qu'il considérait comme des forces régressives menaçantes les idéaux démocratiques et laïques de l'Algérie ainsi aux tactiques d'oppression de l'État et la militarisation de la politique algérienne par des tactiques musclées afin de réprimer la dissidence.
Pendant la guerre civile, de nombreux intellectuels, journalistes et universitaires ont été assassinés par des groupes islamistes armés en raison de leur opposition à l'extrémisme.
Mahfoud Bennoune, professeur engagé, n’avait jamais hésité à exprimer ses opinions politiques, même dans un cadre académique. Dans son cours d’anthropologie, où il osait enseigner les théories de Darwin, il avait déjà attiré l'attention du chef du Front islamique du salut, qui l’avait dénoncé comme un adepte du "biologisme". Mais la situation de Mahfoud Bennoune s’est rapidement compliquée bien au-delà des critiques intellectuelles. Le 29 juin 1993, sa fille, Karima, se souvient d’une visite inquiétante : un inconnu frappait à leur porte, sans se présenter et sans s’éloigner. Mahfoud, inquiet, avait tenté de joindre la police à plusieurs reprises, mais, probablement paralysés par la montée de l'extrémisme armé et les menaces qui pesaient sur la société, les policiers n'avaient même pas répondu à ses appels. Quelques mois plus tard, un message sinistre apparut sur la table de la cuisine de leur appartement : « Tu es un homme mort ». Ce fut un avertissement. Dans les mois qui suivirent, des listes de personnalités à abattre – journalistes, intellectuels, syndicalistes, militantes des droits des femmes – commencèrent à être affichées sur les murs des mosquées contrôlées par les extrémistes à Alger. Le nom de Mahfoud Bennoune y figurait, parmi tant d'autres. Mahfoud Bennoune n’eut d'autre choix que de fuir son appartement et de renoncer à son travail à l’université, contraint de se cacher pour sa survie.
Malgré le danger permanent, il a choisi de rester en Algérie pendant la majeure partie du conflit, continuant à publier des ouvrages et des articles et à encadrer des étudiants tout en s'élevant contre la violence et la répression jusqu'aux années 2000.

### À propos de l'éducation
Mahfoud Bennoune considérait l'éducation comme un moteur essentiel pour l'avenir de l'Algérie, en lien avec les spécificités historiques, culturelles et sociales du pays. Son engagement dans ce domaine, débuté à la fin des années 1970, fut marqué par une analyse approfondie de la relation entre l'industrialisation, l'éducation et la recherche scientifique, présentée en 1998 lors d'une conférence sur la réforme du système éducatif. Cette étude, en deux volumes, examinait les niveaux fondamental, secondaire et supérieur, ainsi que la recherche, bien qu'elle ait omis la formation professionnelle, jugée insuffisamment intégrée. Bennoune ancrait son analyse dans l'histoire, rappelant que la chute de la civilisation arabo-musulmane était liée au rejet de la science par les théologiens. Il soulignait que pour se développer scientifiquement et technologiquement, une nation doit garantir l'indépendance et la protection de ses espaces éducatifs contre les influences politiques et idéologiques. Selon lui, les "salafistes intégristes" avaient entravé le système éducatif algérien, empêchant sa pleine fonction de transmission des connaissances modernes et de développement des compétences.
Il voyait le système éducatif algérien comme le résultat d'influences culturelles diverses — berbères, puniques, romaines, islamiques et coloniales — qui avaient créé un dualisme dans la société, avec deux élites concurrentes : l'une cherchant à préserver l'authenticité culturelle, l'autre à favoriser la rationalité et la modernité. Ce conflit, qui remontait à l'indépendance, avait profondément affecté l'éducation. Pour Bennoune, l'avenir de l'éducation en Algérie passait par la protection de la raison et de la recherche scientifique, à travers l'institutionnalisation de la laïcité. Inspiré par des penseurs comme Al-Farabi et Ibn Sina, il défendait un système éducatif où la science et la raison seraient indépendantes des dogmes. Il prônait une synthèse des influences culturelles de l'Algérie, conciliant sagesse historique et pensée scientifique moderne. Son approche de l'éducation était à la fois historique et contemporaine, soulignant son rôle dans la transmission des valeurs actuelles et la préparation des générations futures. Bennoune considérait l'éducation comme un processus intégré au développement culturel et social de l'Algérie. Il espérait que ses recherches, soutenues par des données institutionnelles et des analyses comparatives, inspireraient de futures études sur le terrain pour approfondir sa réflexion.

### À propos de la libération des femmes
Les perspectives de Mahfoud Bennoune sur la libération des femmes en Algérie étaient profondément liées à son engagement pour la justice sociale et les droits humains. Il critiquait vivement les structures patriarcales persistantes dans la société algérienne et les forces politiques qui entravaient les droits des femmes. Bennoune reconnaissait le rôle crucial des femmes dans la lutte pour l'indépendance, mais il était désillusionné par l'absence de progrès sur leur statut social et politique après l'indépendance. Selon lui, bien que le FLN ait intégré les femmes dans la lutte anticoloniale, l'État post-indépendant a échoué à mettre en œuvre des réformes substantielles pour réduire les inégalités entre hommes et femmes, tant dans les sphères publique que privée malgré les idéaux progressistes du FLN. Bennoune s'oppose fermement à la montée de l'intégrisme islamiste, qu'il considérait comme un recul pour les droits des femmes. Il dénonçait les lois et pratiques islamistes des années 1980 et 1990, qui cherchaient à limiter les libertés des femmes, notamment en matière de mobilité, de tenue vestimentaire et de participation à la vie publique [36]. Fervent défenseur de la laïcité, Bennoune la voyait comme une condition indispensable à la protection des droits des femmes. Pour lui, un État laïque permettrait aux femmes d'être libérées des influences religieuses et patriarcales et de participer pleinement à la vie publique. Il considérait la laïcité non seulement comme une doctrine politique, mais aussi comme un principe de liberté intellectuelle et d'égalité des sexes, où l'État resterait neutre face aux religions pour garantir les droits des femmes.
Dans son ouvrage « Les Algériennes victimes d’une société néo-patriarcale », il décrit la situation des femmes en Algérie à travers le concept de « néo-patriarcat ». Il caractérise cette société comme étant ni vraiment traditionnelle ni moderne, un système qui fragilise l'individu et plonge les plus vulnérables dans une sorte de jungle dominée par des hommes prédateurs. Dans ce contexte, les femmes sont traitées comme des esclaves et des objets sexuels, prises au piège d’une structure sociale profondément injuste. Bennoune s’appuie sur la définition de Hisham Sharabi pour mieux expliquer ce phénomène. Selon Sharabi, l’ordre néo-patriarcal est un système social qui manque à la fois des caractéristiques des sociétés traditionnelles (basées sur des liens communautaires solides) et des structures des sociétés modernes (fondées sur l’industrie et la solidarité organisée). Ce modèle social est marqué par un sous-développement, tant sur le plan économique que politique, et l’État, plutôt que d’assurer une protection, devient à la fois étranger et oppressif. Dans cette société, les femmes sont essentiellement réduites au rôle de victimes, dominées par des hommes qui exercent une forme de pouvoir brutal et prédatoire.
Bennoune reconnaissait également les défis culturels liés à l'égalité des sexes en Algérie, soulignant que la libération des femmes nécessitait des réformes juridiques et un changement des mentalités sociales. Il mettait en avant l'éducation comme un levier fondamental pour faire évoluer les normes sociales qui cantonnent souvent les femmes à des rôles domestiques. Il considérait la libération des femmes comme essentielle non seulement pour la justice sociale, mais aussi pour le développement économique et la stabilité politique du pays. En donnant aux femmes les moyens d'agir, l'Algérie libérerait un potentiel humain précieux et historiquement réprimé.

## Mort, Héritage et fonds de dotation
Bennoune est décédé le 17 mai 2004 à l'hôpital William Beaumont de Royal Oak, Michigan après une longue bataille contre l’amylos, une maladie auto-immune rare contre laquelle il se battait depuis 1990. L’héritage de Bennoune s’étend au-delà de ses contributions académiques et intellectuelles. Il était un ardent défenseur des valeurs démocratiques, de la justice sociale et de la liberté intellectuelle. Son courage à défier le régime politique militarisé en Algérie et son soutien indéfectible aux droits de l’homme continuent d’inspirer les universitaires et les militants du monde entier.
En l’honneur de ses contributions intellectuelles et militantes, le Fonds de dotation Mahfoud Bennoune a été créé à l’Université du Michigan pour récompenser les thèses d’étudiants exceptionnelles sur l’Afrique du Nord. Ce fonds constitue un hommage durable au dévouement de Bennoune à l’éducation, à la recherche intellectuelle et à la lutte pour la justice.

## Œuvre

### Ouvrages
- Impact of Colonialism and Migration on an Algerian Peasant Community: A Study in Socioeconomic Change, 458 p, Wayne State University, 1976 [Thèse de doctorat]
- Bennoune, Mahfoud - El Akbia, Un Siècle d'Histoire Algérienne, 412 p, OPU, 1986.
- Bennoune, Mahfoud - The Building of Contemporary Algeria: 1830, 1987, 336 p, Cambridge University Press 1988.
- Bennoune, Mahfoud - From State Socialism to Market Economy : The Growth and Decline of the Algerian Middle Classes, Entrepreneurial Elites and the Bourgeoisie. (non publié).
- Bennoune, Mahfoud - Déconstruire le Système: L'Etat et les Forces Sociales en Algérie. (non publié).
- Bennoune, Mahfoud - L'Amérique: de l'État Providence au pouvoir néo libéral: de Roosvelt à Reagan (1992).
- Bennoune, Mahfoud - Democracy and Fundamentalism in Algeria, A Diachro-Synchronic Analysis 1992. (non publié).
- Bennoune, Mahfoud - L'An 2000 du Tiers Monde, 248 p., OPU, 1985.
- Bennoune, Mahfoud - Le Hasard et l'Histoire: Entretiens avec Belaïd Abdesselam (avec Ali El Kenz), [2 Tomes], ENAG 1990.
- Bennoune, Mahfoud - Ébauche d'une Histoire Sociale du Triangle de la mort (non publié).
- Bennoune, Mahfoud - La Mitidja et ses environs de 1830 à aujourd'hui.
- Bennoune, Mahfoud - Les zones franches. (non publié).
- Bennoune, Mahfoud - Esquisse d'une anthropologie de l'Algérie politique, 245 p, Marinoor 1998.
- Bennoune, Mahfoud - Les Algériennes victimes d'une société néopatriarchale; 212 p, Marinoor, 1999.
- Bennoune, Mahfoud - Education, culture et développement en Algérie: Bilan, Perspectives du Système éducatif, [2 Tomes], Marinoor, 2000.
- Bennoune, Mahfoud - L'Algérie Médiévale à Partir de 1212.
- Bennoune, Mahfoud - La science arabe (manuscrit).
- Bennoune, Mahfoud - L'Algérie et la modernité. Ouvrage collectif avec Ali EL Kenz et d'autres.
- Bennoune, Mahfoud - "L'Algérie et ses peuples" ("Algeria and its People").
- Bennoune, Mahfoud - "L'Algérie entre colonialisme et postcolonialisme" ("Algeria between Colonialism and Postcolonialism").
- Bennoune, Mahfoud - "Les sociétés rurales de l'Algérie" ("Rural Societies of Algeria").
- Bennoune, Mahfoud - "Le néolibéralisme américain et ses effets" ("American Neoliberalism and Its Effects").

### Articles
- Mahfoud Bennoune, “La doctrine contre-révolutionnaire de la France et la paysannerie algérienne: les camps de regroupement (1954-1962),” Sud/Nord: Algéries (2001).
- Mahfoud Bennoune, Pourquoi Mohammed Boudiaf a-t-il été assassiné? 25 Confluences Méditerranée 159 (Mar. 1998), available at http://www.revues-plurielles.org/_uploads/pdf/9_25_20.pdf.
- Mahfoud Bennoune, “[Islam]: intégrisme et terrorisme,” Revue de presse Maghreb Moyen Orient (1994).
- Mahfoud Bennoune, “Cultural Ecological Theory and the Formation of the Ibadite Desert Confederacy,” 11:1 Dialectical Anthropology 93 (1986).
- Mahfoud Bennoune, “The industrialization of Algeria: an overview,” Contemporary North Africa: Issues of Development and Integration (Center for Contemporary Arab Studies, 1985).
- Mahfoud Bennoune, “What does it mean to be a third world anthropologist?” 9: 1-4 Dialectical Anthropology 357 (1985).
- Mahfoud Bennoune, “The dynamics of socio-economic change in three Algerian peasant communities: an essay on the dialectical relations between economy, ecology and social organization,” Libyca: anthropologie, préhistoire, enthographie (1984).
- Mahfoud Bennoune, “Origins of the Algerian Proletariat,” 94 Middle East Research & Information Project (MERIP) Reports (1981).
- Mahfoud Bennoune, “Primary capital accumulation in colonial Tunisia,” 4:2 Dialectical Anthropology 83 (1979).
- Mahfoud Bennoune, “Mauritania: A Neocolonial Desert,” 3:1 Dialectical Anthropology 43 (1978).
- Mahfoud Bennoune, “The Political Economy of Mauritania: Imperialism and Class Struggle,” 12 Review of African Political Economy 31 (1978).
- Mahfoud Bennoune, “The Introduction of Nationalism into Rural Algeria: 1919-1954” 2:3 The Maghreb Review 1 (1977).
- Mahfoud Bennoune, “Mauretania: Formation of a Neo-Colonial Society,” 54 Middle East Research & Information Project (MERIP) Reports (1977).
- Mahfoud Bennoune, “Algerian peasants and national politics” 48 Middle East Research & Information Project (MERIP) Reports (1976), available at http://www.jstor.org/stable/3011103.
- Mahfoud Bennoune, Impact of colonialism and migration on an Algerian peasant community: a study in socioeconomic change, Thesis at University of Michigan (1976).
- Mahfoud Bennoune, “The origin of the Algerian proletariat,” 1:3 Dialectical Anthropology 201 (1976).
- Mahfoud Bennoune, “Maghribin Workers in France,” 34 Middle East Research and Information Project (MERIP) Reports (1975).
- Mahfoud Bennoune, “The Maghribin migrant workers in France,” 17:1 Race and Class 39 (1975).
- Mahfoud Bennoune, “Book Review: Guerrilla Struggle in Africa: An Analysis and Preview by Kenneth W. Grundy,” 37:3 Science & Society 366 (1973).

### Interviews
- Karima Bennoune, Betsy Reed ed., “Interview with Mahfoud Bennoune,” Nothing Sacred: Women Respond to Religious Fundamentalism and Terror (2002).
- “An Interview with Mahfoud Bennoune: Algeria’s Façade of Democracy,” 163 Middle East Report 9 (1990), available at http://www.jstor.org/stable/3012551.

### Sur Mahfoud Bennoune
- Écrivains Maghrébins, Mahfoud Bennoune (Nov. 1, 2001).
- Meriem Ouyahia, Hommage a Mahfoud Bennoune: Ou le devoir de réflexion, LeSoirdAlgerie.com (2005).
- Hugh Roberts, Mahfoud Bennoune (1936-2004): un témoignage, 25-26 Insaniyat 299 (2004), available at https://journals.openedition.org/insaniyat/9191?lang=ar.
- Joe Stork, “In Memoriam: Mahfoud Bennoune, Maxime Rodinson & Yusif Sayigh,” 34:3 Middle East report 3 (2004).
- Karima Bennoune, Mahfoud Bennoune (1936-2004), 38:2 Middle East Studies Association Bulletin 311 (Dec. 2004).

## Filmographie
- Mahfoud Bennoune, Building a Nation: The History of Algerian Industrialization, The Arabs, Landmark Films (1983).